# میرامکس
میرامکس (به انگلیسی: Miramax) (پیشتر میرامکس فیلمز) یک شرکت رسانه‌ای و سرگرمی و توزیع فیلم است که بیشتر توزیع کنندهٔ فیلم‌های خارجی و مستقل می‌باشد. برای ۱۴ سال اول فعالیت، شرکت به‌طور خصوصی متعلق به برادران واینستین، باب و هاروی بود اما در سال ۱۹۹۳ شرکت به دیزنی فروخته شد.